# Osan (Nordland)
Pour les articles homonymes, voir Osan.
Osan est une localité du comté de Nordland, en Norvège.

## Géographie
Administrativement, Osan fait partie de la kommune de Vågan.